# جزر أنتيل ليوارد
جزر أنتيل ليوارد (بالهولندية: Benedenwindse Eilanden) هي سلسلة من الجزر في منطقة البحر الكاريبي - على وجه التحديد هي جزر جنوب جزر الأنتيل الصغرى (و بدورها جزر الأنتيل وجزر الهند الغربية) على طول الهامش الجنوبي الشرقي من البحر الكاريبي وشمال الساحل الفنزويلي من ساحل أمريكا الجنوبية. وجزر أنتيل ليوارد رغم أنها تقع ضمن جزر الأنتيل الصغرى إلا أنه ينبغي عدم الخلط بينها وبين جزر ليوارد (أيضا من جزر الأنتيل الصغرى) وتقع في الجانب الشمال الشرقي.

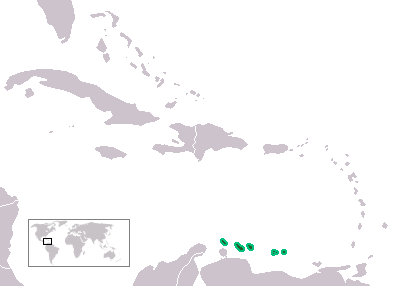
خريطة جزر أنتيل ليووارد

وحيث أنها تفتقر إلى حد كبير للنشاط البركاني فقد حدث قوس الجزيرة على طول الحافة الجنوبية المشوهة من صحيفة البحر الكاريبي وتم تشكيلها من اندساس الصحيفة تحت صحيفة أمريكا الجنوبية. وتشير الدراسات الأخيرة إلى أن جزر أنتيل ليوارد تزداد التحاماً بأمريكا الجنوبية.

## الجزر
تشكل جزر أنتيل ليوارد (تقريبا من الغرب إلى الشرق):
- جزر أي بي سي (وكلها جزء من مملكة الأراضي المنخفضة):
  - أروبا
  - كوراساو
  - كوراساو الصغرى
  - بونير الصغرى
  - بونير
- الأرخبيل الفنزويلي:
  - لاس إيفس
  - لوس روكه
  - لا Orchilla
  - لا Blanquilla
  - لوس هيرمانوس
  - لوس Testigos